# 名古屋大學附屬圖書館

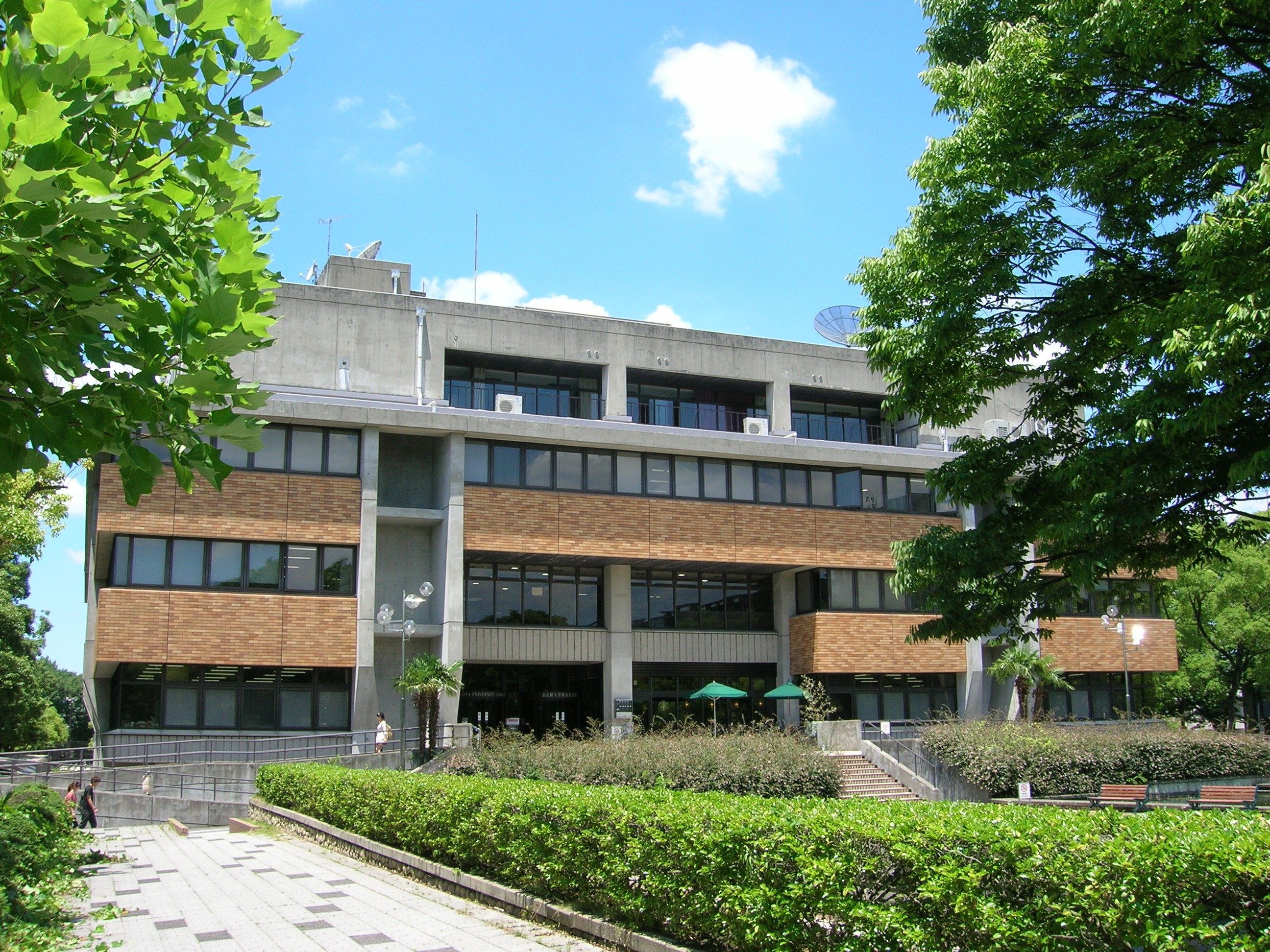

名古屋大學附屬圖書館（日语：／ Nagoya Daigaku fuzoku toshokan */?）是日本愛知縣名古屋市名古屋大學內的一座大學圖書館。這座圖書館創立於1939年，2019年的藏書數約有335萬冊。

## 外部連結
- 名古屋大学附属図書館 （页面存档备份，存于）